# Balaguša džamija
Džamija Bali-age Ljubunčića, Balaguša džamija ili Čaršijska džamija se nalazi u starom dijelu grada Livna, na Staroj čaršiji, po kojoj je i dobila svoje kolokvijalno ime. Jedna je od nekoliko potkupolnih džamija u Livnu, za koju se smatra da je podignuta nakon 1530. i prije 1550. godine. Nacionalni je spomenik kulture Bosne i Hercegovine i pod zaštitom države. 
Balaguša džamija, kao i sve livanjske potkupolne džamije, pripadaju osmanlijskom tipu jednoprostorne džamije s trijemom potkrivenim s tri male kupolice. Visoka kupola, koja se nalazi u visini šerefe, nizak tambur i nizak minaret s niskom krovnom konstrukcijom, izdvajaju livanjske potkupolne džamije u posebnu grupu bosanskohercegovačkih džamija. Po konstrukciji podsjećaju na potkupolne džamije iz 14. stoljeća u İzniku (Niceji).
Teško čitljiv natpis na Balaguša džamiji glasi:

Neka Allah sa čašću i plemenitosti oprosti Dobrotvoru i ostalim vjernicima, i Dobrotvoru neka podijeli obilnu nagradu. Postavismo kronogram sa zlatnim perom.

Bali-aga Ljubunčić je bio iz bogate livanjske obitelji islamiziranih Hrvata. U drugoj polovici 16. stoljeća muslimanski je dio Livna brojčano i prostorno napredovao, u čemu veliku ulogu imaju zaklade koje su ugledni pojedinci ostavljali radi izgradnje islamskih vjersko-prosvjetnih objekata i oplemenjivanja kulturno-vjerskog żivota grada u muslimanskom duhu. Zaklada Bali-age Ljubunčića bila je najbogatija, u iznosu od oko 130.000 akči, a slijedila je zaklada kliškog sandžak-bega Mustafe-paše Sokolovića.